# Štěpanická Lhota
Štěpanická Lhota (krkonošským nářečím Štěpanická Hlota) je vesnice, část obce Benecko v okrese Semily v Libereckém kraji. Nachází se asi jeden kilometr jižně od Benecka.
Štěpanická Lhota leží v katastrálním území Horní Štěpanice o výměře 5,52 km².
Štěpanická Lhota je známa především možností skupinové rekreace. Nachází se zde tři velké hotely s polohou nedaleko lyžařského areálu „Kejnos“.

## Historie
První písemná zmínka o vesnici pochází z roku 1606.
V letech 1869–1950 byla vesnice součástí obce Horní Štěpanice a od roku 1961 se stala součástí obce Benecko.

## Obyvatelstvo
| Rok            | 1869 | 1880 | 1890 | 1900 | 1910 | 1921 | 1930 | 1950 | 1961 | 1970 | 1980 | 1991 | 2001 | 2011 | 2021 |
| -------------- | ---- | ---- | ---- | ---- | ---- | ---- | ---- | ---- | ---- | ---- | ---- | ---- | ---- | ---- | ---- |
| Počet obyvatel | 248  | 265  | 276  | 267  | 237  | 235  | 207  | 171  | 112  | 110  | 102  | 69   | 70   | 68   | 75   |
| Počet domů     | 27   | 30   | 33   | 33   | 35   | 35   | 36   | 39   | 39   | 28   | 28   | 44   | 43   | 48   | 50   |

## Řehořkův buk
V katastru Horních Štěpanic rostl významný strom (nebyl vyhlášen jako památný ze zákona) zvaný Řehořkův buk. Nazvaný byl podle místního rolníka a pytláka Jana Řehořka (žil do osmdesátých let 20. století, i když jeho sláva dosáhla vrcholu v první polovině století), u jehož osamocené chalupy stál. Konkrétně jde o dům s adresou Štěpanická Lhota čp. 1, který stojí jihovýchodně od lesa a kopce Houšť, zhruba 350 metrů VJV od vrcholu. Místo je nazýváno U Buku (a severněji jako Pod Bukem) a po stromu byli i Řehořkové nazýváni „zpod buku“. Neznámý pachatel strom před několika lety zapálil[kdy?]. V současnosti z buku zbývá jen ohořelý zarovnaný pařez.

## Pamětihodnosti
- Venkovský dům čp. 18
- Venkovská usedlost U Buku (čp. 20)

## Galerie

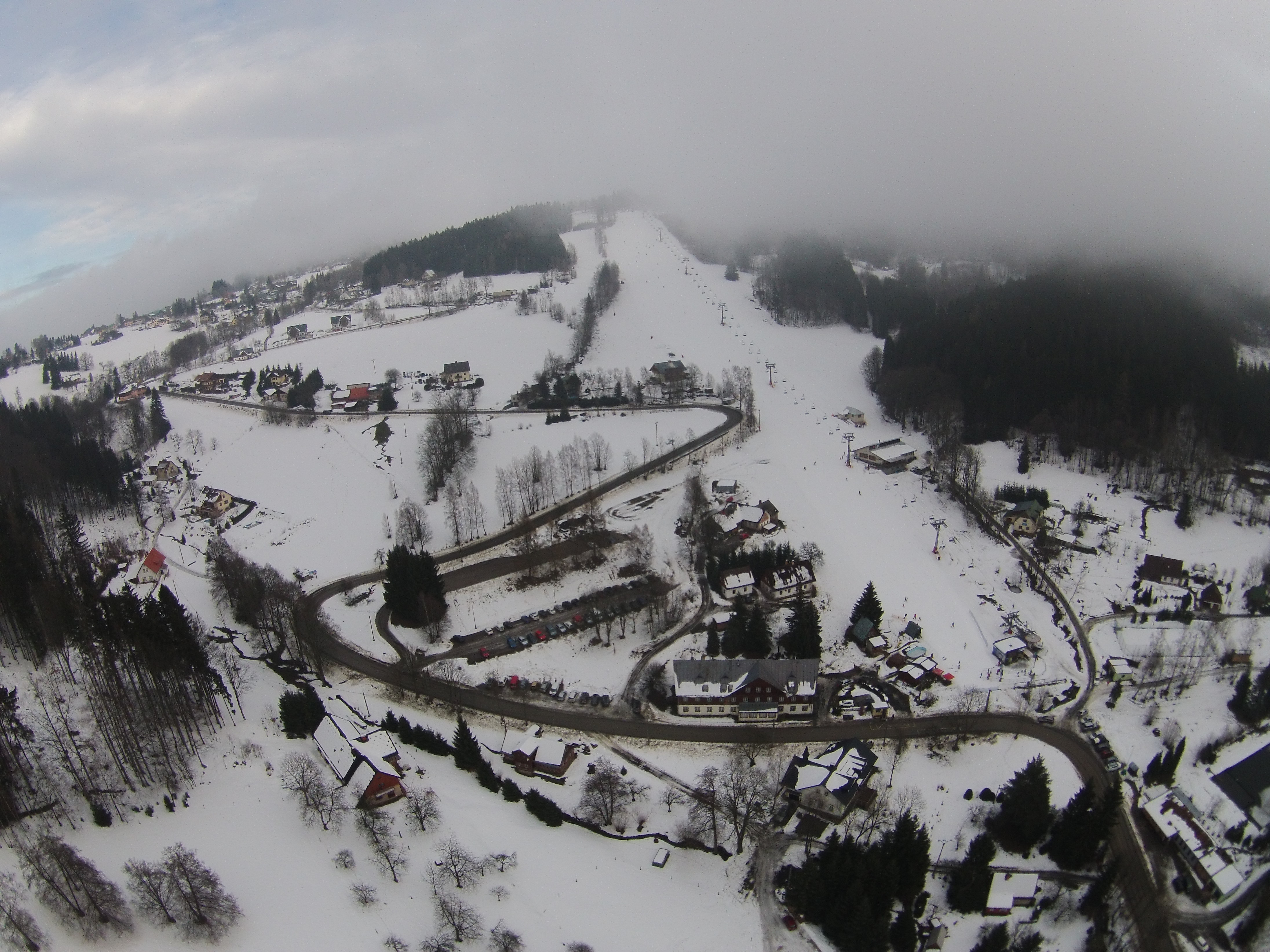
Jiný pohled
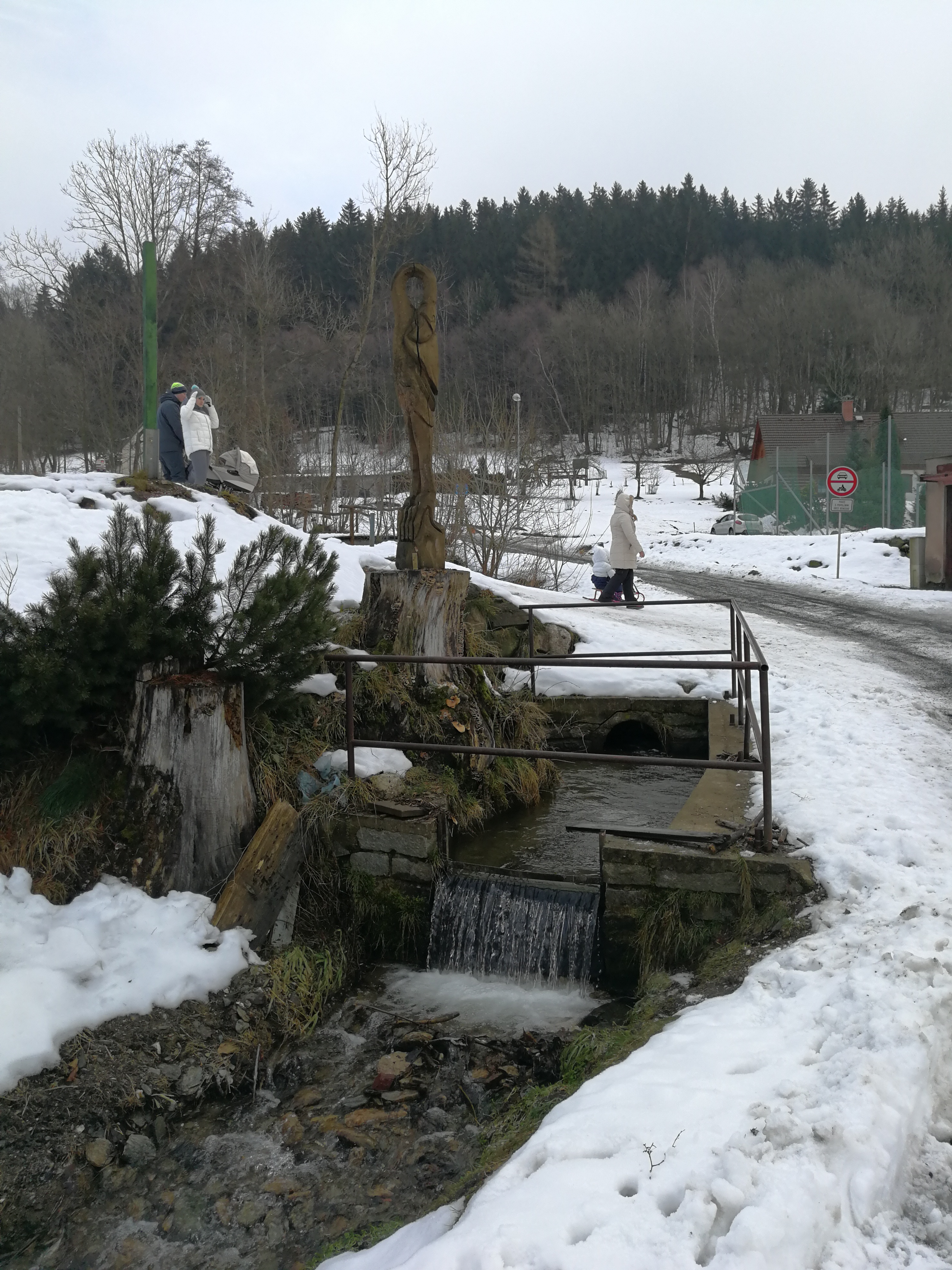
Potok
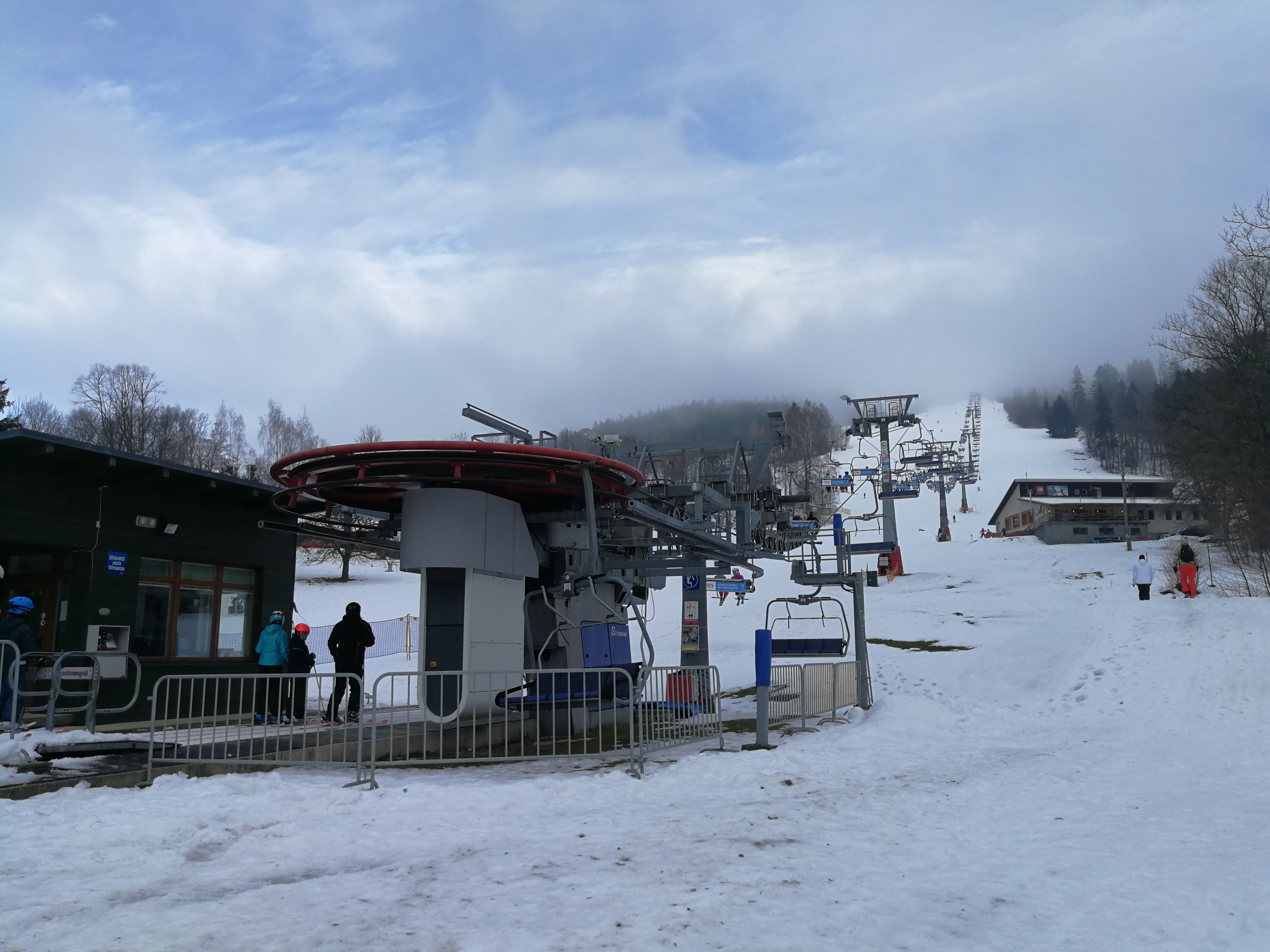
Lyžařský vlek